# Tony Blair

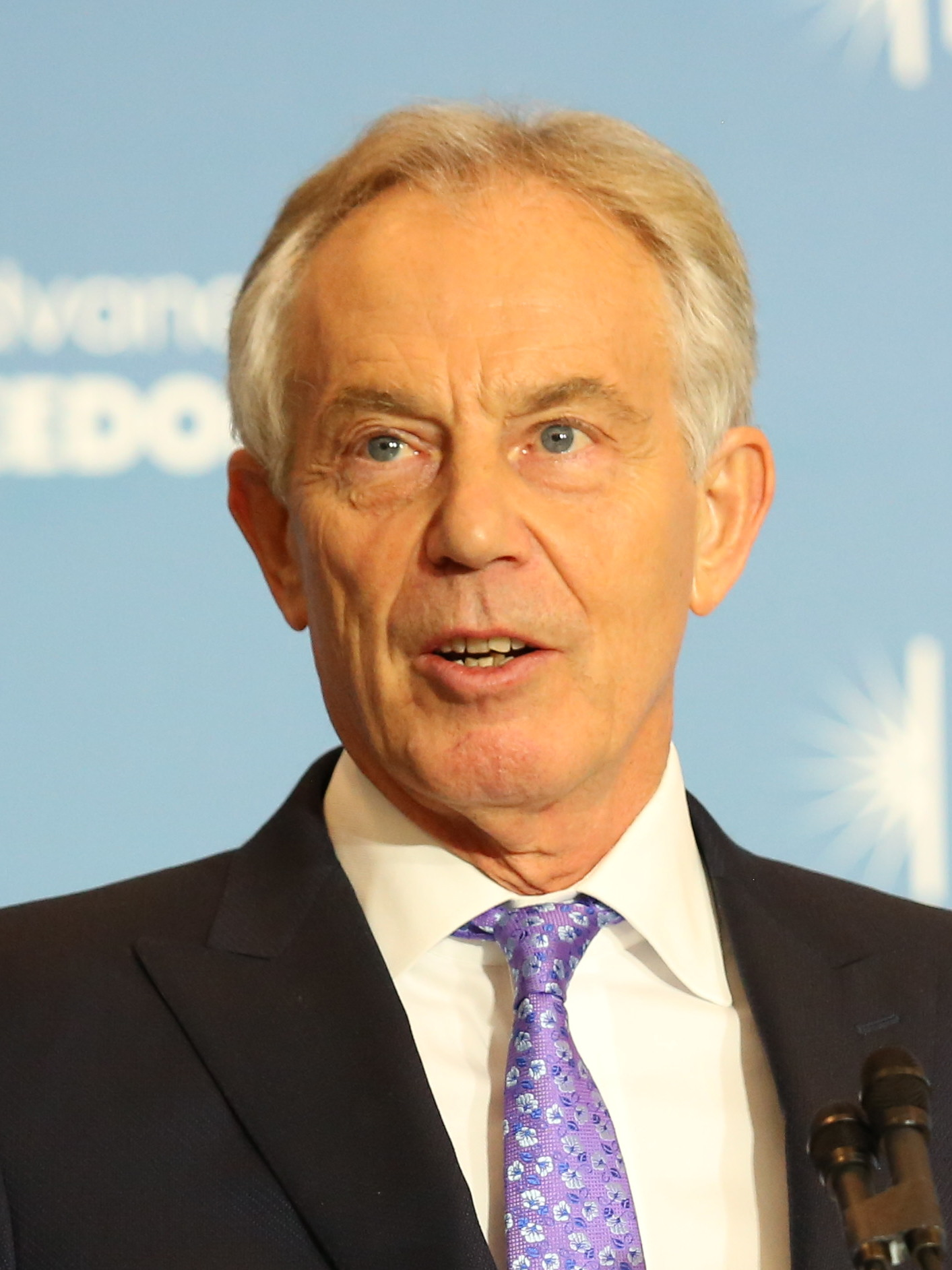
Tony Blair (2019)

Sir Anthony „Tony“ Charles Lynton Blair KG, PC (* 6. Mai 1953 in Edinburgh, Schottland) ist ein britischer Politiker. Er war von 1994 bis 2007 Vorsitzender der Labour-Partei und von 1997 bis 2007 Premierminister des Vereinigten Königreichs von Großbritannien und Nordirland.
Nach dem plötzlichen Tod von John Smith wurde Blair im Juli 1994 Parteivorsitzender. Unter seiner Parteiführung gewann Labour 1997 die britischen Unterhauswahlen und beendete damit die 18-jährige Regierungszeit der Konservativen Partei. Blairs Amtszeit wurde die längste aller regierenden Premierminister der Labour-Partei, und er führte seine Partei als einziger zu Wahlsiegen in drei aufeinanderfolgenden Wahlen. Zusammen mit Gordon Brown und Peter Mandelson näherte Blair die Labour-Partei der „politischen Mitte“ an. Er vertrat eine Politik des freien Marktes und die Abgrenzung vom Kollektivismus unter den Schlagworten „New Labour“, „moderne Sozialdemokratie“ und „Dritter Weg“. Er schrieb die Clause IV des Parteiprogramms der Labour-Partei um, in der ursprünglich die Forderung nach „Verstaatlichung der Schlüsselindustrien“ festgelegt war.
Seine Innenpolitik war gekennzeichnet durch die Erhöhung der öffentlichen Ausgaben für Gesundheit und Bildung bei gleichzeitiger Einführung marktorientierter Reformen, die früh auf Kritik stießen. Ferner steht die Amtszeit Blairs für die Einführung eines Mindestlohns, von Schulgebühren zur Verbesserung der Ausbildung, Verfassungsänderungen, wie der Einführung der Home Rule in Schottland und Wales, und einen Fortschritt im Friedensprozess in Nordirland. Die britische Wirtschaft war durch Wachstum gekennzeichnet, wobei Blair sich an der konservativen Leitlinie orientierte, die Einkommensteuer nicht zu erhöhen.
Seit dem Beginn des Anti-Terror-Kampfs im Jahr 2001 unterstützte Blair vehement die US-amerikanische Außenpolitik, vor allem durch die Teilnahme von britischen Truppen an den Einsätzen in Afghanistan ab 2001 und im Irak ab 2003. Durch die nahezu bedingungslose Unterstützung der Maßnahmen der Bush-Regierung sah Blair sich und seine Politik heftiger Kritik ausgesetzt. So musste er es sich etwa gefallen lassen, von der britischen Presse wegen seiner von vielen als unangemessen empfundenen Folgsamkeit gegenüber dem US-Präsidenten als „Bush's poodle“, Bushs Pudel, geschmäht zu werden. Am 6. Juli 2016 wurde in London der Untersuchungsbericht der Chilcot-Kommission zur britischen Rolle im Irak-Krieg veröffentlicht, der nahelegt, dass Blair trotz Warnungen führender britischer Juristen mit dem Irakkrieg gegen das Völkerrecht verstoßen und womöglich Kriegsverbrechen begangen habe.
Am 7. September 2006 erklärte Blair öffentlich, dass er vom Amt des Parteichefs zurücktreten werde. Am 27. Juni 2007 trat Blair vom Amt des Premierministers zurück. Sein Nachfolger wurde der bisherige Schatzkanzler Gordon Brown, der wenige Tage zuvor auch zum Labour-Vorsitzenden gewählt worden war. Nach seinem Rücktritt wurde Blair publizistisch und beratend tätig und bekleidete weitere politische Ämter. Er geriet nach seinem Rücktritt wegen diverser geschäftlicher Aktivitäten und der Affäre um die Pandora Papers in den Verdacht der Steuervermeidung und in die öffentliche Kritik.

## Leben

### Herkunft und Ausbildung
Blair wurde 1953 in Edinburgh in Schottland als zweites von drei Kindern von Hazel und Leo Blair geboren. Die Mutter Hazel (geborene Corscadden) wurde 1923 in Ballyshannon im Nordwesten Irlands geboren; die Familie zog jedoch bald nach Glasgow, und Hazel arbeitete als Schreibkraft in der Glasgower Zweigstelle der staatlichen Sozialversicherung. Blairs Vater, ebenfalls 1923 geboren, war das illegitime Kind zweier Varieté-Schauspieler, die ihren Sohn bei Mary und James Blair zur Fürsorge abgaben. Im Zweiten Weltkrieg stieg er zum Offizier auf und studierte dann in Edinburgh an der Edinburgh University Rechtswissenschaften, bevor er zunächst Rechtswissenschaften unterrichtete und schließlich Rechtsanwalt wurde. Die Familie zog 1954 nach Adelaide in Australien, wo Tony Blair seine frühe Kindheit verbrachte und sein Vater Rechtswissenschaft an der dortigen Universität lehrte, bevor die Familie 1958 ins Vereinigte Königreich zurückkehrte. Danach verbrachte Tony Blair den größten Teil seiner Jugend im nordenglischen Durham. Nachdem er 1945 die Labour Party gewählt hatte, war Leo Blair 1947 der Konservativen Partei beigetreten und strebte nun eine Kandidatur für das britische Unterhaus an, erlitt jedoch einen schweren Schlaganfall, als sein Sohn elf Jahre alt war. Während John Rentoul, der Biograph Tony Blairs, dieses Ereignis als Triebfeder von dessen politischem Ehrgeiz ansah, widersprach Giles Radice dieser Einschätzung und sah eher spätere Ereignisse, etwa Tony Blairs Heirat mit einer als ehrgeizig geltenden Frau, als treibende Kraft.
Blair besuchte das renommierte Fettes College in Edinburgh. Dort war er zunächst im Arniston-Haus des progressiven Lehrers Eric Anderson untergebracht. Blair galt hier als zugleich rebellischer und kreativer Schüler, der seine Haare länger wachsen ließ als üblich und Theater spielte. Im letzten Jahr wurde Anderson von dem autoritären Bob Roberts ersetzt, der Blair und zwei andere Schüler wegen „anhaltender Renitenz“ mit dem Stock züchtigte, was in dieser Zeit bereits als ungewöhnlich harte Bestrafung galt. Auf Blair hatten diese Erfahrungen einen tiefen Eindruck, er äußerte sich noch Jahre später äußerst negativ über seine Zeit am Fettes College. Dennoch schloss er die Schulzeit mit drei A levels ab. Danach studierte er Rechtswissenschaften am St John’s College in Oxford. Seine Laufbahn dort gilt als unauffällig, er schloss mit einer guten „second“ ab. Später bekannte er, statt Jura hätte er lieber Geschichte studiert. In seiner Freizeit spielte Blair Gitarre und sang in einer Rockband namens „Ugly Rumours“ (deutsch: „Hässliche Gerüchte“). Seine Biographen heben sein politisches Desinteresse in diesen Jahren hervor; Blair habe sich neben Schauspiel und Musik vor allem mit religiösen Ideen beschäftigt. Zudem sei sein Hintergrund schwer zu fassen gewesen; John Campbell bezeichnete ihn als wurzellos. Der frühe Tod seiner Mutter, die er verehrt haben soll, wird von seinen Biographen als prägendes Erlebnis beschrieben, das Blair zu Ernsthaftigkeit und Zielstrebigkeit verhalf. Nach seinem Studienabschluss im Jahr 1975 lernte er Alexander „Derry“ Irvine kennen, einen renommierten schottischen Anwalt, der 1970 erfolglos für die Labour-Partei kandidiert hatte, und trat in dessen Kanzlei in London eine Ausbildung an. Dort lernte er seine künftige Ehefrau, Cherie Booth, kennen.

### Heirat und Familiengründung
Tony Blair und Cherie Booth heirateten am 29. März 1980. Aus der Ehe gingen vier Kinder hervor:
- Euan Anthony Blair MBE (* 19. Januar 1984)
- Nicholas John Blair (genannt Nicky) (* 6. Dezember 1985)
- Kathryn Hazel Blair (* 2. März 1988)
- Leo George Blair (* 20. Mai 2000)

Leo George Blair war seit 150 Jahren das erste Kind eines britischen Premierministers, das während dessen Amtszeit geboren wurde. Blairs ältester Sohn, Euan, schlug eine Geschäftskarriere ein und ist Mitbegründer der EdTech-Firma Multiverse. 2022 wurde er als MBE ausgezeichnet.
Blair ist der Patenonkel einer Tochter des US-amerikanischen Medienunternehmers Rupert Murdoch.

### Politische Karriere
Kurz nach seinem Universitätsabschluss im Jahr 1975 trat Tony Blair in die Labour-Partei ein. In den frühen 1980er Jahren war er in Hackney, einem Bezirk in London, aktiv, wo er der „gemäßigten Linken“ angehörte. Ideologisch schwamm Blair in seinen Anfangsjahren einerseits mit dem Strom, andererseits stand er von Beginn an der von Tony Benn geführten „harten Linken“ feindlich gegenüber, die er wegen ihrer trotzkistischen Ideale als antidemokratisch ansah. Jedoch schlug sein Versuch fehl, als Kandidat für den Rat von Hackney aufgestellt zu werden. Über seinen Schwiegervater kam er in Kontakt mit Tom Pendry, einem Unterhausabgeordneten, den er um Unterstützung für seine politische Karriere bat. Pendry vermittelte Blair als Kandidaten für eine Nachwahl zum Unterhaus im Wahlkreis Beaconsfield im Jahr 1982. Auch wenn dieser als sicherer Wahlkreis der Tories galt und Blair schließlich nur 10 Prozent der Stimmen erreichte, wurde er dadurch innerhalb der Labour-Partei bekannt.
Im Jahr 1983 gelang es Blair, Kandidat für Labour im neu geschaffenen Wahlkreis Sedgefield zu werden. Es war ein sicherer Wahlkreis für Labour, und so zog Blair trotz der verheerenden Niederlage seiner Partei bei den Unterhauswahlen im Juni 1983 ins Parlament ein.

#### Oppositionszeit im Parlament
Nach dem Einzug ins britische Unterhaus begann für Tony Blair ein steiler Aufstieg. Er schloss sich dem Reformflügel seiner Partei an, der von Parteichef Neil Kinnock geführt wurde. Nach kurzer Zeit lernte er Gordon Brown kennen, mit dem er sich ein Büro teilte und anfreundete. Blair äußerte später bei diversen Gelegenheiten, er und Brown hätten sich so nah gestanden, wie es in der Politik überhaupt möglich sei. Dabei war der ältere und politisch bereits erfahrenere Brown zunächst Blairs Mentor. 1984 wurde Blair stellvertretender finanzpolitischer Sprecher seiner Partei. Er initiierte eine Untersuchung der Übernahme der Johnson Matthey Bank durch die Bank of England und brachte die Regierung in Verlegenheit, als er einen Bericht der Europäischen Gemeinschaft vorlegte, der auch von einem Kabinettsmitglied unterzeichnet worden war und in dem die britische Wirtschaftspolitik kritisiert wurde.
Nach den Unterhauswahlen 1987 wurde Blair im Schattenministerium für Handel und Industrie tätig und diente ihm als Sprecher für die Stadt London. Er kandidierte für einen Ministerposten im Schattenkabinett, erhielt jedoch nur 71 Stimmen und verfehlte so den Einzug.
Nach dem Börsenkrach von 1987 gewann Blair an Bekanntheit. Er trat als Modernisierer auf, indem er gegen den als drittklassig kritisierten Service für Kleinanleger an der Londoner Börse protestierte. Im Labour-Schattenkabinett von 1988 wurde er zunächst Energie- und im folgenden Jahr Arbeitsminister. Ihm fiel auf, dass die Unterstützung seiner Partei für die Entwicklung der europäischen Sozialcharta die Abkehr vom Prinzip der „Closed Shops“ bedeutete. Als er dies im Dezember 1989 publik machte, war der linke Flügel seiner Partei empört, doch wurde damit den britischen Konservativen der Wind aus den Segeln genommen.
Wegen seiner jugendlichen Ausstrahlung und seines geschickten Umgangs mit den Medien wurde Blair vom PR-Beauftragten seiner Partei, Peter Mandelson, ins Rampenlicht gerückt. Seine erste große Rede auf dem Parteitag 1990 erwies sich jedoch als Fehlschlag; Blair sprach zu schnell und verlor den Faden. Dennoch arbeitete Blair weiterhin daran, seine Partei in die politische Mitte zu rücken und damit ihre Aussicht auf einen Wahlsieg zu erhöhen.
Nach der Niederlage gegen John Major bei den britischen Unterhauswahlen 1992 trat der Parteichef von Labour, Neil Kinnock, zurück. Blair versuchte Gordon Brown dazu zu bewegen, als Vertreter der Modernisierer für den Parteivorsitz zu kandidieren, doch lehnte dieser Blairs Ansinnen ab. Umgekehrt redete Brown Blair auch die Absicht aus, für den Vizeposten zu kandidieren. Blair war enttäuscht von Browns Zögerlichkeit und fest entschlossen, bei der nächsten sich bietenden Gelegenheit selbst voranzugehen.
Unter dem neuen Parteiführer, John Smith, wurde Blair Innenminister im Schattenkabinett. Sein Konzept beschrieb er als „hart gegen die Kriminalität, hart gegen die Ursachen der Kriminalität“. In diesem Bereich hatte die Labour-Partei ein schlechtes Image. Blair beklagte den Verlust des Gemeinsinns, den er teilweise dem „Liberalismus der 1960er Jahre“ anlastete, sprach sich für die Angleichung des Mindestalters für gleichgeschlechtliche sexuelle Beziehungen und gegen die Todesstrafe aus.
Am 12. Mai 1994 starb John Smith überraschend an einem Herzinfarkt. Blair war sofort entschlossen, für den Parteivorsitz zu kandidieren. Er und Gordon Brown waren mögliche Kandidaten des Reformflügels. Brown mit seiner größeren Erfahrung sah sich am Tag nach Smiths Tod noch als dessen Erben an und ging davon aus, auf die Unterstützung Blairs zählen zu können. Jahre zuvor hatten Brown und Blair einander versprochen, bei einer Vakanz nie gegeneinander anzutreten, um die Stimmen für den Parteiflügel der Reformer nicht zu spalten. Blair dagegen meinte, dass Brown 1992 seine Chance vergeben habe und das Momentum, der Zeitgeist und die öffentliche Meinung nun für seine eigene Kandidatur sprächen. Nach zwei schwierigen Jahren Browns in der Funktion des Schatten-Schatzkanzler zeigten die Umfragen eine deutlich größere Popularität Blairs. Nach internen Auseinandersetzungen verzichtete Brown auf die Kandidatur. Die Absprache, die zwischen ihm und Blair getroffen worden sein soll, wird als „Granita Deal“ bezeichnet; darin soll Blair Brown versprochen haben, ihm in einer von Labour gestellten Regierung die Kontrolle über die Wirtschafts- und Sozialpolitik zu geben und ihn nach einer festgelegten Zeit zu seinem Nachfolger zu ernennen. Am 21. Juli 1994 wurde Blair zu neuen Parteivorsitzenden gewählt; damit setzte sich gegen seine Mitbewerber, John Prescott und Margaret Beckett, durch.

#### Parteivorsitz

Das New Labour-Logo

Blair begann die Partei konsequent zu reformieren und ersetzte die Parteistatuten von 1918. Bemerkenswert war die Streichung der Klausel IV, nach der „das Volk die Produktionsmittel besitzen“ sollte (vgl. Verstaatlichung). Auf einem Sonderparteitag 1995 wurde diese Änderung bestätigt. Sozialreformen und eine Öffnung des Landes gegenüber der Europäischen Union bildeten weitere Kernpunkte seiner Politik. Blair führte den Begriff „New Labour“ ein, um seine christlich-demokratischen Überzeugungen gegenüber dem seiner Meinung nach veralteten sozialistischen Gedankengut abzugrenzen.
Seine Reformen stießen auf Kritik bei den Traditionalisten der Parteilinken und wurden von politischen Gegnern als „oberflächlich“ bezeichnet, doch sie gaben der Partei ein neues Bild in der Öffentlichkeit. Auf dem Parteitag von 1996 nannte Blair „Bildung, Bildung, Bildung“ als eine seiner Prioritäten nach einer möglichen Regierungsübernahme. In einer Rede am Ruskin College im Dezember 1996 unterlegte er dies mit einem Programm, das den „gap between elite excellence and mass underperformance“ schließen sollte. Unterstützt von der Unzufriedenheit mit der konservativen Regierung John Majors, die von Korruptionsanschuldigungen und Konflikten um die Europapolitik geplagt war, gelang „New Labour“ bei den Unterhauswahlen 1997 einen Erdrutschsieg. Am 2. Mai 1997 wurde Tony Blair mit 43 Jahren als jüngster britischer Premierminister seit 1812 vereidigt.
Blair war der erste Premierminister in der Regentschaft von Königin Elisabeth II., der während ihrer Regentschaft geboren wurde.

#### Erste Amtszeit als Premierminister (1997–2001)
Nachdem Blair im Ganita-Abkommen die Kontrolle über das Schatzamt und die Wirtschaftspolitik an Gordon Brown übergeben hatte, besaß dieser im Ergebnis die Kontrolle nicht nur über die Wirtschaftspolitik, sondern auch über die Innenpolitik, da er als Schatzkanzler die Ausgaben der Departments kontrollieren konnte. Als Resultat daraus war Blair in vielen Bereichen zunächst unsicher, wohin er innenpolitisch steuern sollte.
Gleich nach dem Amtsantritt wurden die ersten Entscheidung auch von Brown getroffen, der der Bank of England freie Hand bei der Festsetzung der Leitzinsen gab. Zuvor hatten die Regierungen, gerade in Wahlkampfzeiten, oft Einfluss auf die Zinsen genommen, was negative Folgen für die britische Wirtschaft hatte. Blair installierte mit Alastair Campbell einen Pressesprecher mit vorher nicht dagewesenem Einfluss. Im Unterhaus änderte Blair das Format der Prime Minister’s Questions und legte die bislang zwei Termine dienstags und donnerstags zu einer halbstündigen Fragestunde am Mittwoch zusammen.
Am 31. August 1997 starb Diana Spencer bei einem Autounfall in Paris. Danach kam es zu einer Krise der Monarchie; die Massenmedien wandten sich gegen die Königin.
Als einer der größten Erfolge während seiner ersten Amtszeit gilt die Unterzeichnung des Karfreitagsabkommens am 10. April 1998, welches den Nordirland-Konflikt erheblich entschärfte. Die Verhandlungen über ein Abkommen hatten bereits unter Blairs Vorgänger John Major begonnen. Am 26. November 1998 war Blair der erste britische Premierminister überhaupt, der vor dem irischen Parlament eine Rede hielt.
Es gab zudem wesentliche Verfassungsreformen: es wurden Regionalparlamente in Wales und Schottland errichtet (siehe Scotland Act, Nationalversammlung für Wales) und damit die Verlagerung politischer Kompetenzen von den Houses of Parliament weg an gewählte Vertretungen in Schottland, Nordirland und Wales. Auch die Region Groß-London erhielt nach einem Referendum 1998 wieder eine übergeordnete Verwaltungsbehörde (Greater London Authority) mit gewählten Oberbürgermeister und gewählter Stadtverordnetenversammlung, nachdem diese Institutionen durch die konservative Regierung in den 1980er Jahren abgeschafft worden waren.
Ein Menschenrechtskatalog wurde 1998 eingeführt. Dazu fand mit dem House of Lords Act 1999 eine Reform des Oberhauses statt; erbliche Sitze im Oberhaus wurden drastisch reduziert und stattdessen eine große Anzahl Life Peers (zumeist aktive oder im Ruhestand befindliche Parteipolitiker) geschaffen, die auf Lebenszeit zu nicht-erblichen Baronen ernannt werden. Im Jahr 2000 wurde ein „Freedom of Information Act“ verabschiedet.
In der Kosovo-Krise 1999 spielte Blair eine führende Rolle: Nachdem die Labour-Partei die Schwäche der Tory-Regierung während des Bosnienkrieges kritisiert hatte, forderte Blair ein klares Handeln der NATO gegenüber Slobodan Milošević. Er überzeugte US-Präsident Clinton, notfalls auch Bodentruppen im Kosovo einzusetzen. Auf einer Rede in Chicago, einen Monat nach Kriegsbeginn, legte er Grundzüge einer neuen Doktrin für die internationale Gemeinschaft fest. Im gleichen Jahr erhielt er den Internationalen Karlspreis der Stadt Aachen.

#### Wahlen und zweite Amtszeit 2001–2005

Tony Blair und George W. Bush am 12. November 2004

Im Wahlkampf 2001 vor den Wahlen am 7. Juni 2001 machte Blair die Verbesserung der öffentlichen Dienstleistungen, insbesondere des britischen Gesundheitswesens, zum Hauptthema. Die Konservative Partei versuchte das Thema weitgehend zu ignorieren und kritisierte vor allem eine mögliche britische Mitgliedschaft in der Europäischen Währungsunion. Die Labour-Partei gewann die Wahlen deutlich, und Tony Blair wurde der erste Labour-Premier, der eine volle zweite Amtsperiode regierte.
Innenpolitisch ging Blair nach dem Wahlsieg zunächst die Erfüllung seiner Versprechen bezüglich der öffentlichen Dienstleistungen an. Seine Regierung erhöhte die Steuern, um die Ausgaben für Bildung und Gesundheitswesen zu erhöhen. Er bemühte sich um Reformen bei der Struktur der Gesundheitswesen und gab den Krankenhäusern größere finanzielle Autonomie. Beim Verbot der Fuchsjagd provozierte Blair die Traditionalisten des Landes und sorgte quer durch die Parteien und die gesellschaftlichen Schichten für beträchtliche Proteste. Wie Blair in seinen Memoiren eingestand, war ihm das Thema fremd und er hatte den gesellschaftlichen Rückhalt und die Auswirkungen eines Verbots auf das Landleben unterschätzt. Am Ende kam es zu einer Kompromisslösung. Im Gegensatz zur kompromisslosen Partnerschaft mit den USA bei deren Militäraktionen drängte Blair auf ein rasches Handeln beim Klimaschutz und eine vollständige Umsetzung des Kyoto-Protokolls. Hierzu befürwortete er auch einen Ausbau der Atomenergie. Seine Regierung verabschiedete innenpolitisch ein Lebenspartnerschaftsgesetz für homosexuelle Paare, das Mitte Dezember 2005 in Kraft trat. Ab dem 6. Februar 2005 war Blair der bisher am längsten regierende Labour-Premierminister.
Nach den Terroranschlägen vom 11. September 2001 stellte sich Blair kompromisslos auf die Seite der USA und half bei der Bildung einer internationalen Koalition zur Intervention in Afghanistan, bei der britische Truppen beteiligt waren.
Zum bestimmenden Thema seiner Amtszeit wurde Blairs Unterstützung für die Pläne von US-Präsident Bush zu einem möglichen Angriff auf den Irak unter Diktator Saddam Hussein, wodurch er zur Spaltung der EU in dieser Frage beitrug. Der Krieg war international wie auch im eigenen Land heftig umstritten. Blairs Begründungen fokussierten auf die Behauptung, Irak besitze Massenvernichtungswaffen und habe UN-Resolutionen verletzt, da der Sturz einer Diktatur im internationalen Recht kein Kriegsgrund ist. Großbritannien nahm mit 46.000 Soldaten, einem Drittel der gesamten Stärke der Armee, am Irakkrieg von 2003 teil. Nach dem Sturz Saddam Husseins wurden die Truppen vorrangig im Süden des Irak stationiert. Als sich die Existenz von Massenvernichtungswaffen nach Kriegsbeginn und Besetzung des Iraks nicht bestätigte, geriet Blair innenpolitisch unter Druck. Ihm wurde vorgeworfen, die vorliegenden Indizien einer irakischen Bedrohung massiv übertrieben zu haben. Die Kontroverse hält bis heute an. Im November 2007, nach dem Ende seiner Amtszeit, erklärte Blair im Rahmen einer BBC-Dokumentation, dass er den Krieg ausdrücklich gewollt und sich gegenüber US-Präsident Bush auch niemals um eine diplomatische Lösung im Irak bemüht habe.
Nach dem Tod des Waffenexperten und Beraters der britischen Regierung David Kelly am 17. Juli 2003 wurden die Rücktrittsforderungen aus den eigenen Reihen und von der Opposition immer lauter. Am 29. Januar 2004 veröffentlichte der mit der Untersuchung der näheren Umstände des Todes betraute Lordrichter Brian Hutton den Schlussbericht seiner Arbeit. Dort wurde auch die Frage erörtert, ob Tony Blair die Order zur Preisgabe des Namens des Biowaffenexperten gab. Tony Blair und die Öffentlichkeit interpretieren den Abschlussbericht als völlige Entlastung, während der Generaldirektor und der Intendant der BBC umgehend von ihren Ämtern zurücktraten.
2002 rechtfertigte er im Unterhaus die staatliche Unterstützung von Schulen, an denen Kreationismus als der Evolution gleichwertig dargestellt wird, damit, dass dies der Vielfalt des Schulsystems diene. Im Herbst 2003 wurden bei Blair Herzrhythmusstörungen festgestellt. Er musste sich deswegen ein Jahr später einer Operation unterziehen. Kontroversen gab es auch um Studiengebühren. Ein Gesetz, das Erhöhungen zuließ, brachte Blair am 27. Januar 2004 an den Rand einer Abstimmungsniederlage im Unterhaus.
Am 4. November 2004 beendete ein durch die Wähler mit großer Mehrheit negativ beschiedenes Referendum in Nordostengland die weitergehenden Pläne der Labour-Regierung zur Devolution des Regierungssystems Englands.

#### Wahlen und dritte Amtszeit 2005–2007

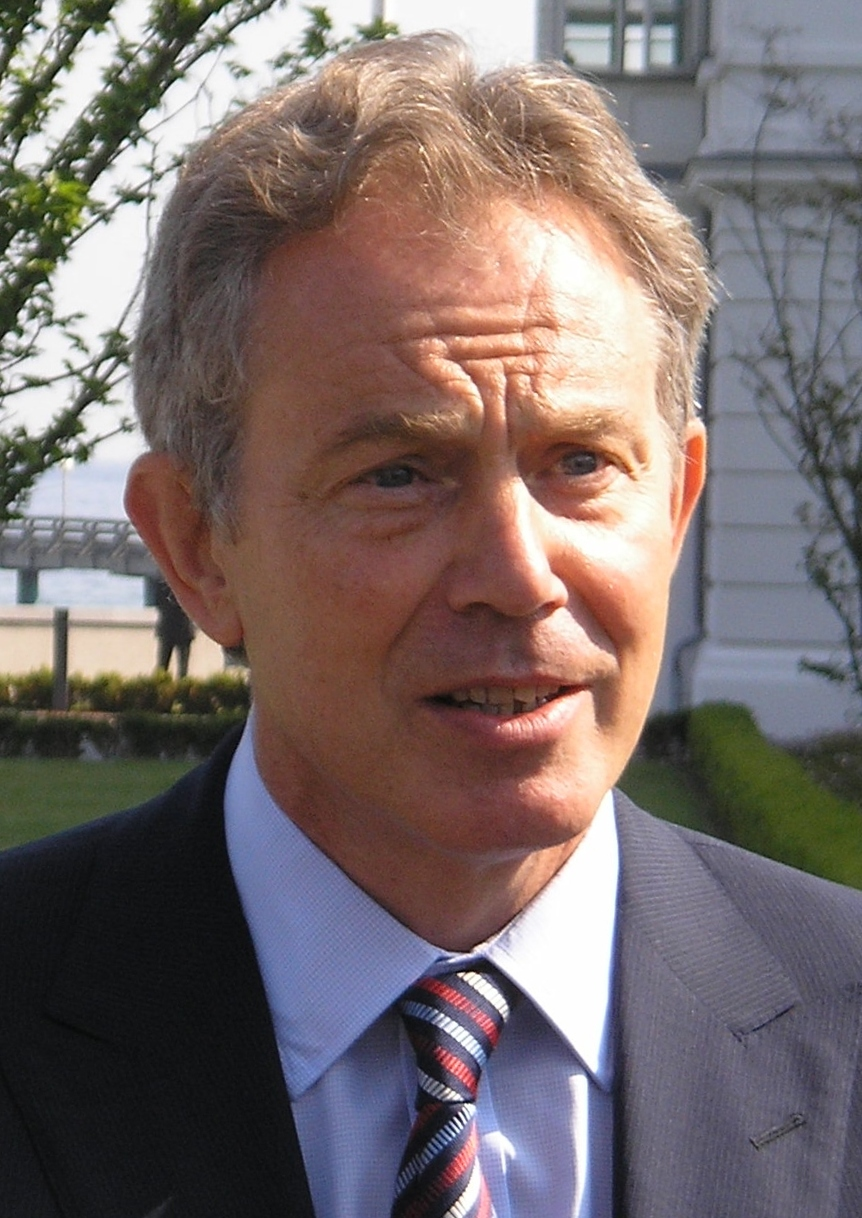
Tony Blair (2007)

Blair wurde bei der Unterhauswahl am 5. Mai 2005 erneut in seinem Amt bestätigt.
In der zweiten Jahreshälfte 2005 war Blair turnusgemäß Vorsitzender der britischen EU-Ratspräsidentschaft. Hier setzte er sich für die Verabschiedung der EU-Afrikastrategie ein. In den Jahren 2006 und 2007 setzte sich Blair für eine Erneuerung des britischen Atomwaffenprogramms ein, was aufgrund von Widerstand in den eigenen Reihen nur mit den Stimmen der Tories beschlossen werden konnte. (siehe Britische Atomstreitkräfte (UK Nuclear Deterrent Forces))

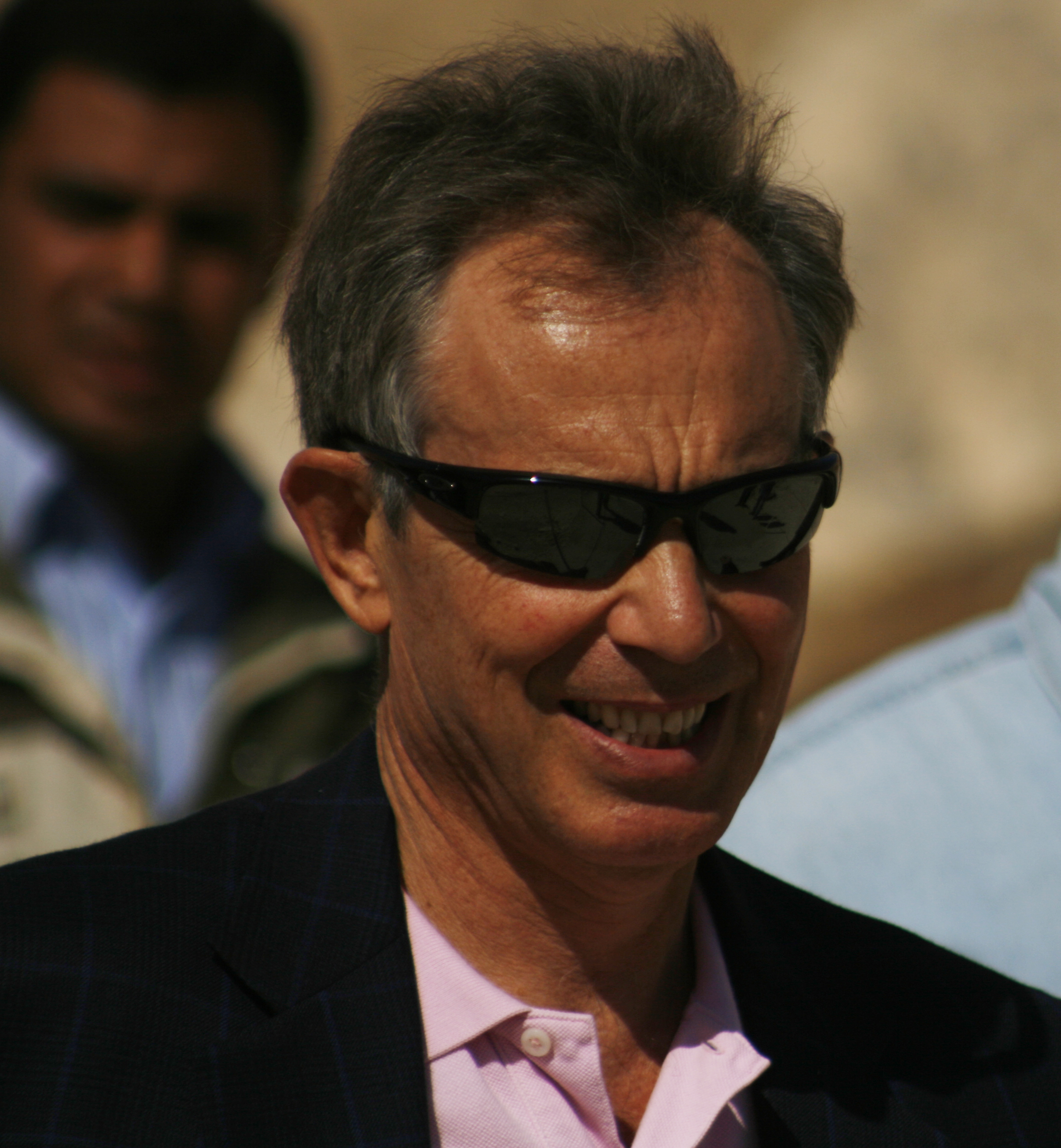
Tony Blair in Luxor (2007)

Am 27. Juni 2007 trat Blair vom Amt des Premierministers zurück. Sein Nachfolger wurde der bisherige Schatzkanzler Gordon Brown, der wenige Tage zuvor auch zum Labour-Vorsitzenden gewählt worden war.
Es wird angenommen, dass Blair und Brown 1994 nach dem plötzlichen Tod von John Smith ein Gentlemen’s Agreement schlossen (englisch Blair–Brown deal) und darin vereinbarten, dass Blair im Falle eines Wahlsieges bei den Unterhauswahlen 1997 und 2001 nur für zwei Legislaturperioden Premierminister werden solle und dann zugunsten von Brown zurücktreten sollte. Ein BBC-Journalist beteuerte im Oktober 2003, Brown habe ihm 1994 einen Tag nach dem Blair–Brown deal davon berichtet.

### Nach dem Rücktritt

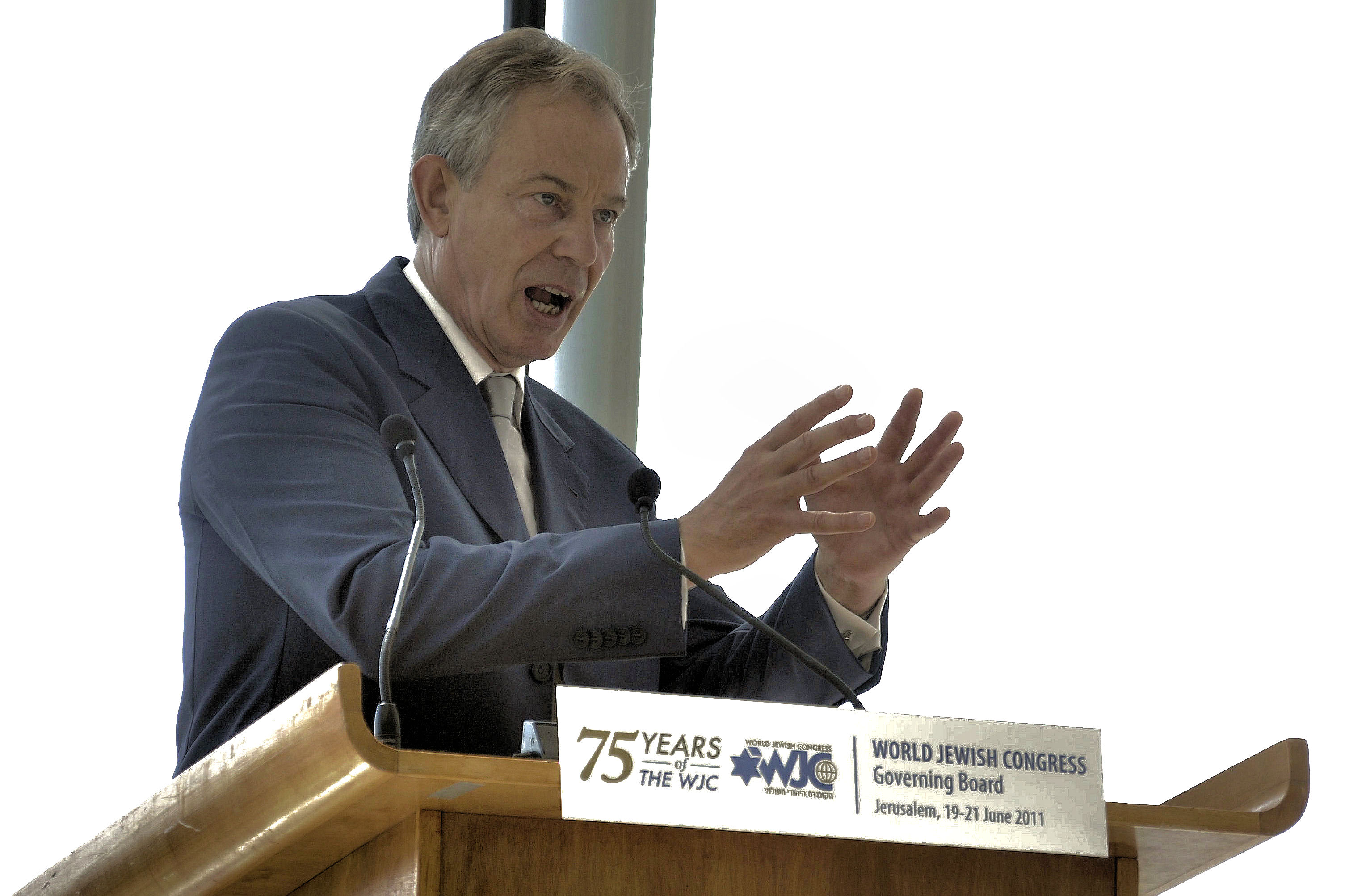
Tony Blair bei einer Tagung des Jüdischen Weltkongresses in Jerusalem, Juni 2011

#### Publizistische Tätigkeiten
Ende Oktober 2007 wurde bekannt, dass Blair vom Verlag Random House neun Millionen US-Dollar Vorschuss für seine Memoiren erhalten werde, die er „selbst schreiben“ wolle. Im gleichen Jahr erschien ein neuer Roman des englischen Bestsellerautors Robert Harris mit dem Titel „Ghost“, der aus der Perspektive eines Ghostwriters die Entstehung der Memoiren eines abgetretenen britischen Premierministers beschreibt, der für seine Lebensgeschichte von einem amerikanischen Verlag zehn Millionen Dollar Vorschuss erhalten hat. Nach allgemeiner Überzeugung finden sich in diesem Buch sehr viele Übereinstimmungen zwischen der Hauptfigur, Adam Lang, und dem realen Tony Blair. Auch seine Frau und seine wichtigste Mitarbeiterin spiegeln sich in den entsprechenden Personen des Buches.
Am 1. September 2010 erschienen seine Memoiren unter dem Titel A Journey. Die deutsche Ausgabe erschien am 9. September (Titel Mein Weg).

#### Beratende Tätigkeiten und weitere politische Ämter
Im Juni 2007 wurde Tony Blair zum Sondergesandten des Nahost-Quartetts ernannt. Im Mai 2015 erklärte er, dass er diese Position im Juni 2015 aufgeben werde. Blair war zunehmend in die Kritik geraten, da er zahlreiche private Geschäftsinteressen im Nahen Osten verfolgte. 2014 war aus Anlass seines siebenjährigen Amtsjubiläums bereits kritisiert worden, dass seine Tätigkeit praktisch erfolglos war.
Ab 2007 saß Blair im zehnköpfigen Africa Progress Panel, das auf seine Initiative hin zur Überwachung der Zusagen der seinerzeitigen G8-Staaten bezüglich der Entwicklung des afrikanischen Kontinents in Folge des G8-Gipfels in Gleneagles 2005 gegründet worden war. 2011 schied er aus und wurde durch Strive Masiyiwa beerbt.
Im Januar 2008 wurde bekannt, dass Tony Blair für 2 Millionen Pfund Sterling Jahresgehalt die amerikanische Investmentbank JP Morgan beraten wird.
Im Juli 2014 dementierte Blair eine von Russia Today lancierte Meldung, er werde eine Tätigkeit als Wirtschaftsberater des ägyptischen Präsidenten Abd al-Fattah as-Sisi aufnehmen.
Nachdem er seine Tätigkeit als Sondergesandter für das Nahost-Quartett im Juni 2015 aufgegeben hatte, wurde er zum Vorsitzenden des Europäischen Rates für Toleranz und Versöhnung berufen.

#### Irakkrieg
Blair monierte im Juni 2007 in einem Interview, dass man im Irak nach dem Irakkrieg und Saddam Husseins Sturz im Irak Massengräber mit Hunderttausenden Ermordeten gefunden habe, dies aber kaum medial gewürdigt wurde.
Vor dem Irak-Untersuchungsausschuss (englisch Iraq Inquiry) sagte Blairs damaliger außenpolitischer Berater Sir David Manning aus, Blair habe George W. Bush schon elf Monate vor dem Beginn des Irak-Krieges zugesichert, einen Regimewechsel im Irak notfalls durch einen Militäreinsatz herbeizuführen. Rechtsberater hätten ihn jedoch schon damals darauf hingewiesen, dass ein Militäreinsatz mit diesem Ziel ungesetzlich sei und gegen die UN-Charta verstoße. Danach äußerte Blair in einem Interview offen, er halte rückblickend den Angriff auf den Irak auch ohne Beweise für den irakischen Besitz von Massenvernichtungswaffen für richtig. Während die Befragung von Alastair Campbell aufgrund des Briefwechsels zwischen Blair und Bush die Entschlossenheit Blairs zum Krieg nochmals bestätigte, hat eine niederländische Untersuchung ergeben, dass die Niederlande sich allein aufgrund des von Großbritannien und den USA gelieferten irreführenden Materials zur Beteiligung am Krieg entschlossen und dass dieser Krieg gegen internationales Recht verstoßen habe.
2015 räumte Blair gegenüber CNN ein, dass das Wachsen des IS durch den von ihm und George W. Bush geführten Irakkrieg mitverursacht worden sei. Er entschuldigte sich dafür, dass es keine Planungen für die Zeit nach dem Krieg gegeben habe, und auch für den Gebrauch von missverständlichen Geheimdienstinformationen, der zum Krieg geführt habe. Eine Entschuldigung für den Krieg selbst lehnte er ab und verteidigte seine Unterstützung der Amerikaner in diesem Krieg.

#### Brexit
Im Februar 2017 rief Blair bei einem Treffen der Gruppe 'Open Britain' zum friedlichen Widerstand gegen den Brexit auf.

#### Tony Blair Institute for Global Change
Tony Blair legte 2017 seine Stiftungen und Initiativen zum Tony Blair Institute for Global Change zusammen, die die Rechtsform einer Private company limited by shares aufweist. Laut Blair habe ihn der Aufschwung des „autoritären Populismus“ in Europa zur Gründung der Organisation veranlasst, welche die „politische Mitte“ stärken soll. Das Institut ist vorwiegend im Bereich der Politikberatung tätig und global in über 40 Ländern aktiv. 2023 lag der Umsatz bei knapp 140 Millionen US-Dollar und die Anzahl der Mitarbeiter bei knapp 1000. Zu den Spendern zählen u. a. Microsoft, der Unternehmer Larry Ellison und die Regierung von Saudi-Arabien. Das Institut spielte auch eine wichtige Rolle bei der Bewältigung der COVID-19-Pandemie im Vereinigten Königreich und soll enge Kontakte zum neuen Labour-Parteiführer Keir Starmer unterhalten, weshalb Blair vom Guardian als mächtiger als zu seiner Zeit als Premierminister bezeichnet wurde.

#### Pandora Papers
Im Oktober 2021 geriet das Ehepaar Blair nach der Veröffentlichung der sogenannten Pandora Papers in die Schlagzeilen. In diesem großen Datenleck über Steueroasen wird er als Aktionär, Direktor oder Begünstigter von Offshore-Gesellschaften genannt. Aus den veröffentlichten Unterlagen ging hervor, dass die Blairs 2017 in London eine Immobilie für 6,45 Millionen £ gekauft hatten. Sie kauften die Immobilie jedoch nicht direkt, sondern ließen sie durch eine Briefkastenfirma auf den Britischen Jungferninseln erwerben und kauften anschließend die Briefkastenfirma auf, die danach liquidiert wurde. Dadurch umgingen sie die Zahlung von 312.000 £ stamp tax (Stempelsteuer), die bei einem Direktkauf fällig geworden wäre. Formell war das Geschäft legal, es warf nach Meinung von Kommentatoren jedoch ein zweifelhaftes Licht auf Blair, der sich in früheren Äußerungen als Labour-Politiker häufig abfällig über Steuerschlupflöcher und Steuerflucht geäußert hatte.

### Religiöse Orientierung
Blairs Frau Cherie ist römisch-katholisch und auch die gemeinsamen Kinder wurden im römisch-katholischen Glauben erzogen. Blair selbst gehörte von seinem Elternhaus her der anglikanischen Church of England an, trat aber etwa ein halbes Jahr nach seinem Rücktritt vom Premierministeramt am 21. Dezember 2007 zur römisch-katholischen Kirche über. Eine seine letzten Amtshandlungen als Premierminister war ein Besuch bei Papst Benedikt XVI. im Juni 2007. Die Werke des schottischen christlichen Philosophen John Macmurray hatten vermutlich einen prägenden Einfluss auf Blair, der als der religiöseste Premierminister seit William Ewart Gladstone angesehen wird.
Im Rahmen einer BBC-Dokumentation im November 2007 behauptete Blair, dass sein Glaube an Gott wichtige Entscheidungen während seiner Amtszeit beeinflusst habe; außerdem wurde bekannt, dass Blair zum römisch-katholischen Glauben konvertieren wolle. Am 21. Dezember 2007 wurde er während einer Heiligen Messe in der Kapelle im Haus des Erzbischofs von Westminster in London in die Gemeinschaft der Römisch-Katholischen Kirche aufgenommen. Kardinal Cormac Murphy-O’Connor gab bekannt, dass Tony Blair in den letzten Monaten ein Vorbereitungsprogramm zur Aufnahme in die Kirche absolviert habe. Aus Gründen der Staatsraison wartete er mit dem Übertritt, obwohl er schon 2003 in Rom während einer Papstaudienz von Papst Johannes Paul II. die Heilige Kommunion empfangen hatte.
Die Tony Blair Faith Foundation setzte sich mit erheblichen finanziellen Mitteln und Unterstützung durch den Evangelikalen Rick Warren für eine „Glaubensoffensive“ und interkonfessionelle Zusammenarbeit in den Vereinigten Staaten ein, seit 2016 wird diese Arbeit durch das Tony Blair Institute for Global Change fortgesetzt.
Weitere Stiftungen Blairs waren die am 14. November 2007 gegründete Tony Blair Sports Foundation, welche den Jugendsport vor allem in Nordostengland fördert, und die Tony Blair African Governance Initiative, welche Investitionen in Afrika unterstützen soll. Die Stiftungen gingen später in dem Tony Blair Institute for Global Change auf.

## Ehrungen
- Mitglied des Privy Council (1994)[71]
- Congressional Gold Medal (2003)[72]

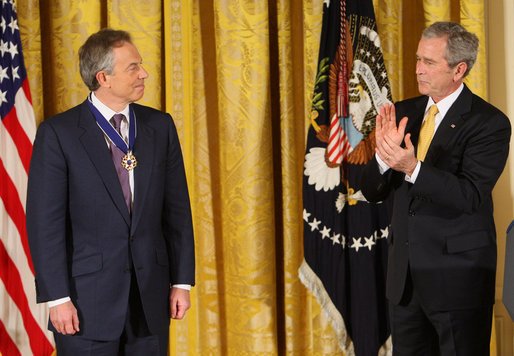
Blair wird durch George W. Bush 2009 mit der Presidential Medal of Freedom geehrt

- Ehrendoktor (LL.D.) der Queen’s University Belfast (2008)[73]
- Presidential Medal of Freedom (2009)[74]
- Dan David Prize (2009)[75][76]
- Kosovarischer Freiheitsorden (2010)[77][78]
- Liberty Medal (2010)[79]
- Knight Companion des Hosenbandordens (2022)[80][81]

## Verfilmungen & Dokumentationen
- 2003: Doppelspitze (Dokudrama)
- 2003: Die Simpsons (Zeichentrick)
- 2006: Die Queen (Drama)
- 2007: The Trial of Tony Blair (Satire)
- 2009: Der Ghostwriter (Thriller)
- 2010: The Special Relationship (Drama)
- 2021: Blair & Brown: The New Labour Revolution (Doku)